# ONmogelijk?
ONmogelijk? was een spelprogramma op de Vlaamse openbare televisiezender Eén. Het programma werd gepresenteerd door de mentalist Gili. Het werd in de lente van 2012 zeven weken uitgezonden op zaterdagavond. In het programma nam Gili het met goocheltrucs op tegen een duo kandidaten. Het programma werd opgenomen in de club Spirito Martini in Elsene.

## Spelverloop
Gili ontvangt in elke aflevering twee kandidaten (een koppel, vrienden, kennissen). Hij heeft in elke afleveringen vijf uitdagingen, waarbij hij telkens een truc gaat uitvoeren en de kandidaten moeten inschatten of die opdracht mogelijk of onmogelijk is. Wanneer de deelnemers de uitdaging correct inschatten, verhoogt het bedrag in de prijzenpot die ze in de finaleronde kunnen winnen. De prijs per opdracht loopt van 500, 1000, 2000, 4000, 7500 euro, waarbij men dus maximaal € 15.000 kan winnen.
In het finalespel wordt het bijeengewonnen geld in één koffer gedaan, waarbij de kandidaten moeten kiezen uit twee koffers. Gili probeert de kandidaten de verkeerde koffer te laten kiezen door hen op bepaalde manieren te beïnvloeden. Als ze de juiste koffer kiezen, mogen ze met het gewonnen geld naar huis.